# مركز رشاد الشوا الثقافي
مركز رشاد الشوا الثقافي هو مركز ثقافي تم إنشاؤه عام 1985، وإكتمل عام 1988 في حي الرمال بمدينة غزة، دولة فلسطين. يُعد أول مركز ثقافي يُبنى في فلسطين، حيث هدف إنشاؤه محاولة إنهاء العزلة الثقافية والحضارية التي عانى منها الفلسطينيون جراء الاحتلال الاسرائيلي الذي يمحو هويته الحضارية والثقافية والوطنية.

## التسمية
سُمي المركز نسبة إلى رئيس بلدية مدينة غزة رشاد الشوا الذي خدم بمنصبه مدة 11 عامًا.

## المبنى
قام بتصميمه المهندس السوري سعد محفل وأشرف على بنائه مع المهندسيَن محمد أبو شعبان وزهير الخضري، يتكون المبنى الطويل من ثلاثة طوابق، بسقف مثلث. يضم المركز داخله صالات كبيرة لاستضافة الفعاليات الدينية والثقافية، ومكتبة تسمى «مكتبة ديانا تماري صباغ»، ومسرح. في عام 1992، رشح المبنى للحصول على جائزة الآغا خان للإبداع في الهندسة المعمارية.
وإستخدم خلال الحرب الأخيرة لإيواء الآلاف النازحين الذين قُصفت بيوتهم جراء القصف الإسرائيلي.

## تدميره ( 2023 )
دمُر المركز في شهر نوفمبر 2023 خلال ضربة نفذتها القوات الجوية الاسرائيلية وذلك خلال الحرب الفلسطينية الإسرائيلية.
وبحسب ما قاله حسني مهنا ناطق باسم بلدية غزة: "الجيش الإسرائيلي دمر المركز بالكامل عبر قصفه بالطائرات والمدفعيات الحربية وأن إسرائيل تعمدت تدميره لطمس تاريخ المدينة، وهي تدرك أنه لا يشكل أي خطر عسكري عليها، حيث إن جميع المؤسسات الدولية عملت على تطويره ونفذت الكثير من النشاطات داخله واصفاً ذلك بجريمة بحق الثقافة الفلسطينية"